# Грибний кетчуп

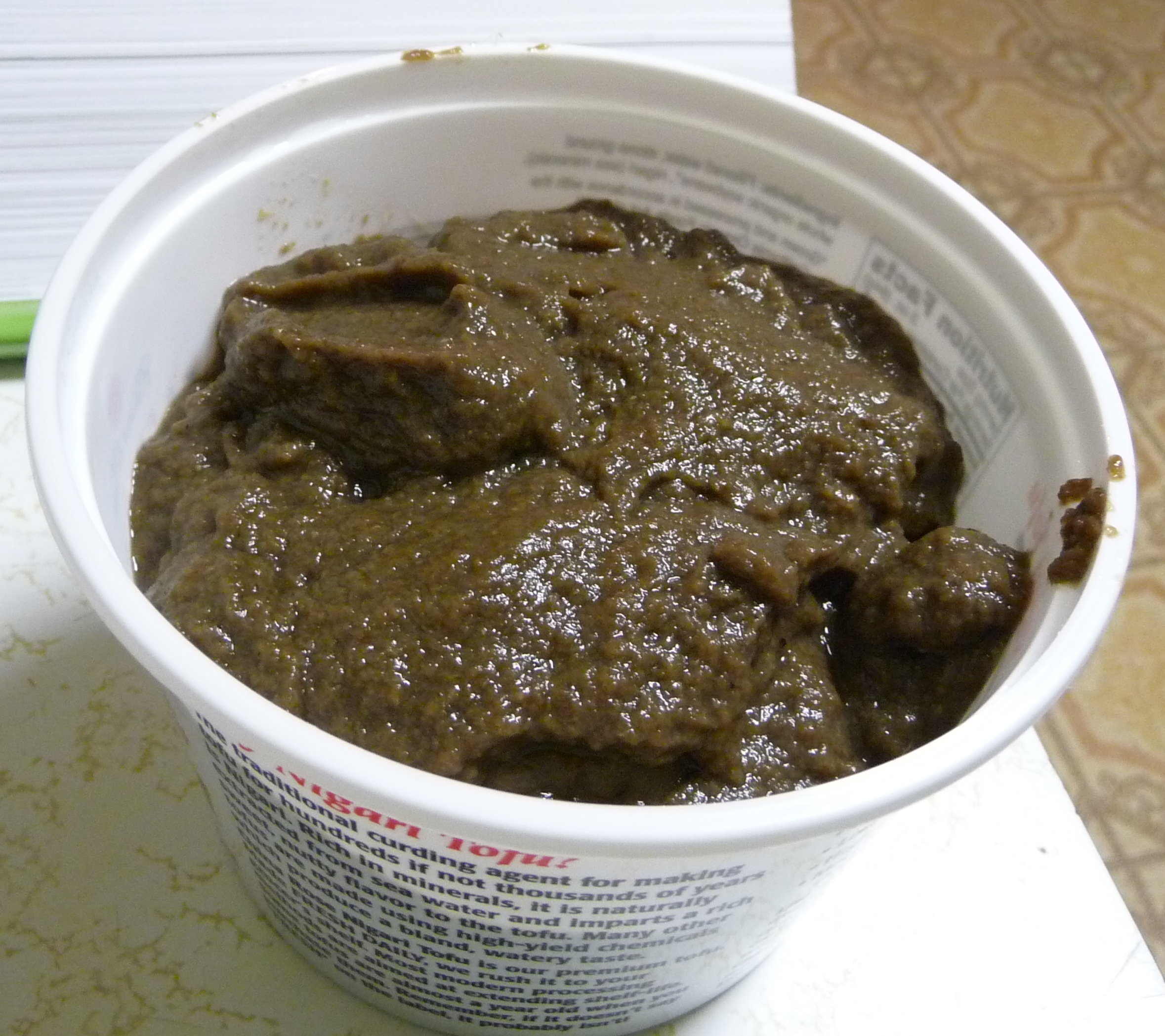
Домашній грибний кетчуп у пластиковому контейнері

Грибний кетчуп - це  кетчуп (також пишеться «томатний соус»), який готується з грибами як основним інгредієнтом. Спочатку кетчуп у Великій Британії готували з грибами як основним інгредієнтом, а не з помідором, який є основою сучасних рецептів кетчупу. Виготовлення історично здійснювалось упаковуючи цільні гриби у контейнери з сіллю та використовується як приправа і може використовуватися як інгредієнт для приготування інших соусів та інших приправ. Кілька марок грибного кетчупу вироблялися та продавались у Сполученому Королівстві, деякі з них експортувались до Сполучених Штатів, а деякі досі виробляються як комерційний продукт.

## Історія

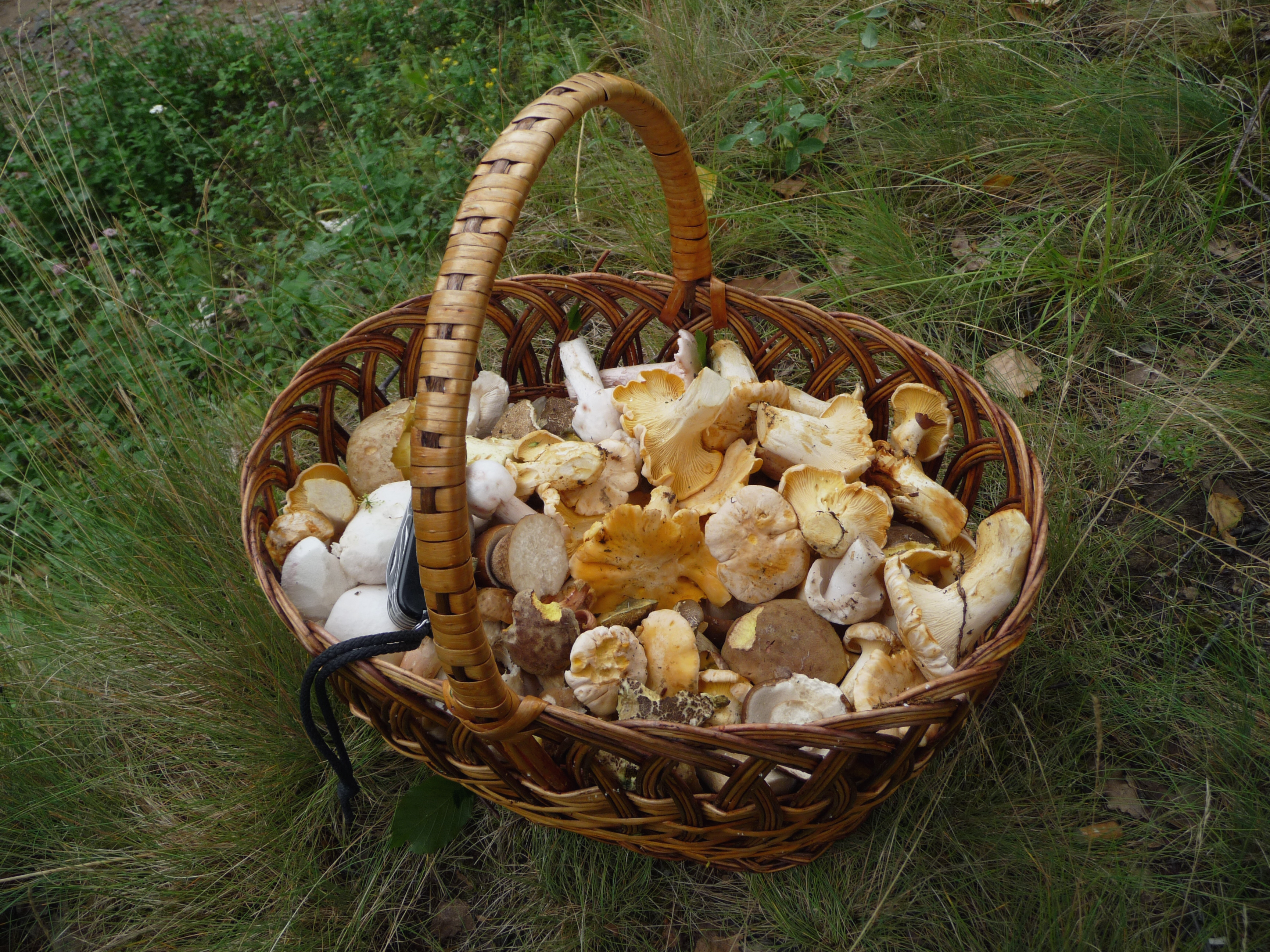
Гриби - основний інгредієнт грибного кетчупу

Історично, у Сполученому Королівстві кетчуп виготовляли з грибами як основним інгредієнтом. Результат іноді називали "грибним кетчупом". У наш час основний інгредієнт кетчупу є помідор. Грибний кетчуп походить із Великої Британії. У США грибний кетчуп виник щонайменше 1770 роками в англомовних поселеннях Північної Америки. У рукописній кулінарній книзі з Чарльстона, штат Південна Кароліна, яка була написана в 1770 році Гарріоттом Пінкні Горрі, зафіксовано грибний кетчуп, який використовував два яєчні білки для освітлення суміші. Та цей рукопис також містив рецепт горіхового кетчупу. «Англійське мистецтво кулінарії» Річарда Бриггса, вперше опубліковане в 1788 році  містить рецепти грибного і горіхового кетчупу. 

### Інгредієнти та приготування
При приготуванні грибного кетчупу гриби цілими пакували у ємності з сіллю, даючи час рідині з грибів заповнити контейнер, а потім варили їх до температури кипіння. Їх обробляли спеціями, такими як булава, мускатний горіх і чорний перець, а потім рідина відокремлювалася від твердої речовини процеджуванням. При його приготуванні використовували декілька видів їстівних грибів. Деякі версії використовували оцет як інгредієнт. Кінцевий продукт мав темний колір, який отримували із грибних спор, які переносились із грибів у розчин.The English Art of Cookery закликає використовувати сушені гриби для приготування кетчупу. Ця версія також використовує червоне вино у приготуванні кетчупу та використовує випарювання кулінарної обробки, при якому третина продукту зменшується, після чого кінцевий продукт розливається у пляшки. 
У книзі, опублікованій у 1891 р« Британські їстівні гриби», зазначено, що для досягнення оптимальних результатів «не слід використовувати змішані гриби за певними межами. "Згідно з цим джерелом, деякі види грибів можна змішувати разом у приготуванні грибного кетчупу, але певні види не слід змішувати, а деякі взагалі не слід змішувати з іншими. Ця книга також включає підготовку до «подвійного кетчупу» (англ. double  ketchup),що передбачає зменшення грибного кетчупу до половини його початкового стану, що подвоює його міцність завдяки випаровуванню води. 
Наприкінці 19-го століття в США у деяких випадках кетчуп, який продавався в містах та був позначений як "грибний кетчуп", насправді не містив грибів взагалі. Ці продукти були описані як "легкі для виявлення" та як відмітна ознака при використанні мікроскопа.

### Використовування в продуктах харчування
У 19 столітті деякі соуси готували з використанням грибного кетчупу, наприклад, «quin sauce».Такий соус можна приготувати, додавши грибний кетчуп  або  горіховий кетчуп та анчоуси до підготовленого есенційного соусу ,який готується з використанням білого вина, оцту, лимонного соку, сушених грибів, часнику, цибулі-шалот, гвоздики, лаврового листя, булави, мускатного горіха, солі та перцю. 
Цей інгредієнт використовується для придання смаку шотландському коричневому супу, який готується з яловичини, у рецепті початку ХІХ століття від Крістіана Ізобель Джонстона.

#### Використання в інших приправах
У 1857 році рецепт "camp ketchup" використовував грибний кетчуп як інгредієнт. Тож ,крім пива, білого вина, анчоуса, цибулі-шалоту, імбиру, булави, мускатного горіха та чорного перцю. Він поєднував інгредієнти, а потім вимагав настоювати суміші чотирнадцять днів, після чого її розливали по пляшках. Додаткові рецепти 1857 для табірного кетчупу використовували такі інгредієнти, як грибний кетчуп, оцет, горіховий кетчуп, анчоус, соя, часник, стручки каєни та сіль.

## Різновиди

### Комерційні сорти

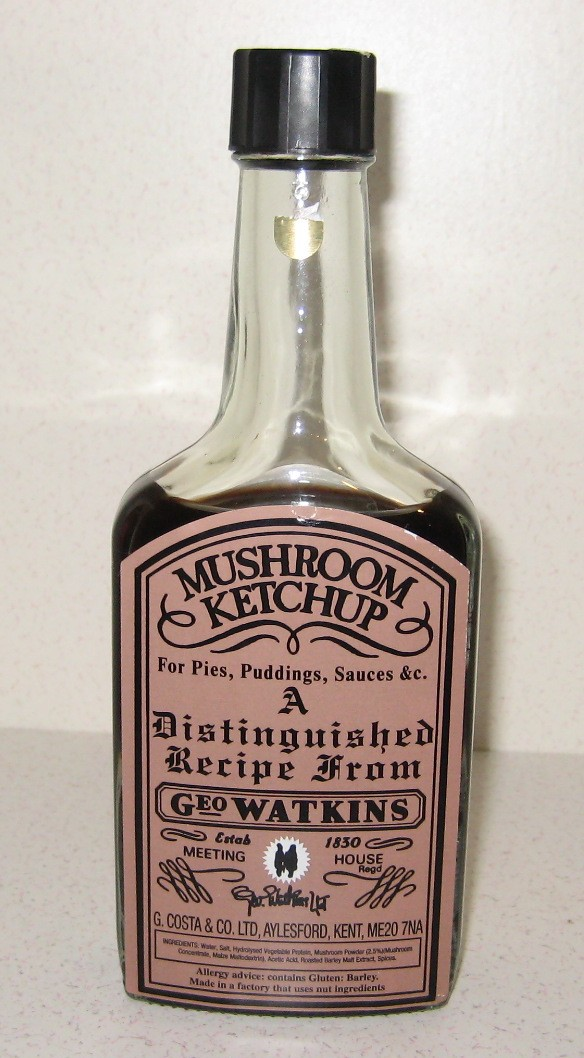
Пляшка грибного кетчупу Geo Watkins

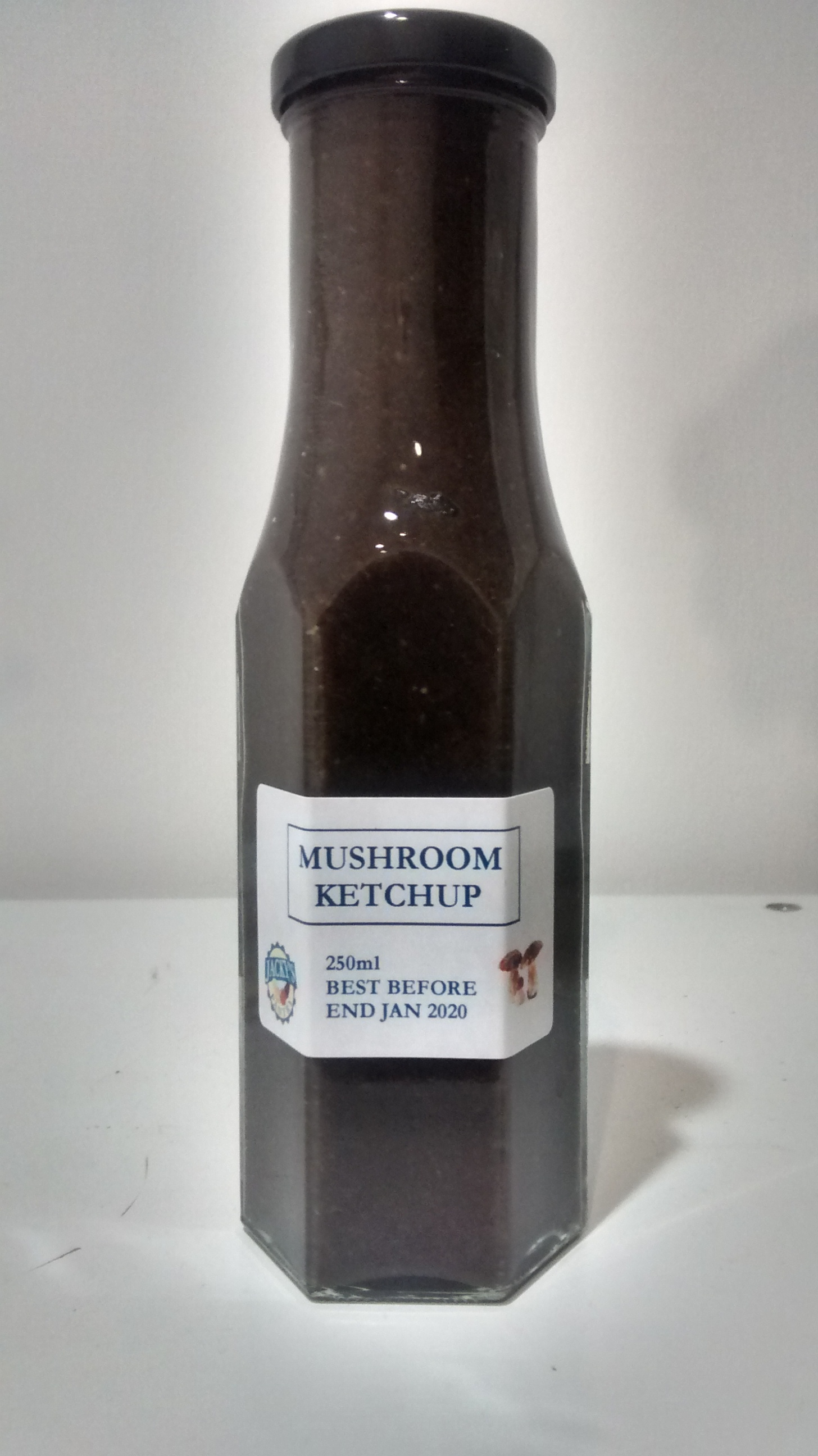
Пляшка грибного кетчупу of Jacky's Pantry

Кілька комерційних грибних кетчупів вироблялися і досі виробляються у Великій Британії. А деякі бренди, включали Crosse і Blackwell's Mushroom Catsup, Morton's Mushroom Ketchup, Jacky's Pantry Mushroom Ketchup та Geo Watkins Mushroom Ketchup.А деякі з цих компаній експортували свою продукцію до США, що створило конкуренцію іншим компаніям, виробленим у США компанією Heinz.

## Дивіться також
- Банановий кетчуп
- Список приправ
- Список грибних страв
- Список соусів
- Грибний соус
- Портал «Історія»